# Edgemar Center for the Arts

Edgemar Center for the Arts est un espace collaboratif ouvert aux artistes issus de tous les types d'arts scéniques, et de tous niveaux. C'est un espace dans lequel le théâtre professionnel et les productions de théâtre classique et les spectacles de danse ont lieu. 
Il accueille une salle de 65 places et une autre de 99 sièges. La salle de 99 sièges possède l'un des plus grands plateaux de West Los Angeles.
Le centre a été fondé en 2000 par Michelle Danner et Larry Moss. Le siège de la société de production All in Films se trouve dans ce centre.